# Ferdinand Maximilian Brokoff
Ferdinand Maximilian Brokoff (cz. Ferdinand Maxmilián Brokoff; ur. 12 września 1688 w Červeným Hrádku koło Chomutova, zm. 8 marca 1731 w Pradze) – czeski rzeźbiarz barokowy; syn rzeźbiarza Jana Brokoffa.

## Życiorys
Urodzony jako drugi syn Jana Brokoffa i jego żony Elizy, już w młodym wieku pokazał swój talent rzeźbiarski porównywalny z talentem swojego starszego brata Michała Jana i ojca Jana. Początkowo pomagał swojemu ojcu w jego warsztacie, od 1708 pracował już niezależnie, w wieku 22 lat był już na tyle ceniony, że jego rzeźby znalazły się na Moście Karola w Pradze.
Około 1714 zaczął współpracę z austriackim architektem Johannem Fischerem von Erlachem i przeniósł się do Wiednia nadal przyjmując zlecenia w Pradze. W Wiedniu pracował nad kościołem Św. Karola Boromeusza, tworzył też na Śląsku we Wrocławiu (wykonał supraporty, personifikacje Kościoła i Synagogi oraz figury Mojżesza i Aarona w Kaplicy Elektorskiej, przy Katedrze Wrocławskiej). Z powodu złego stanu zdrowia (postępująca gruźlica) powrócił do Pragi.
Pomimo tego, w latach 20. XVIII w. stworzył takie dzieła jak Posąg Mariański (w 1726) na rynku na Hradczanach (Hradčanské náměstí), także 13 rzeźb w Kalwarii na schodach do Nowego Zamku, która nie została zrealizowana. W związku z chorobą zmuszony był pod koniec życia do zdania się na swoich uczniów, tworząc samemu jedynie projekty i modele.
Szczytowym osiągnięciem Brokoffa jest kościół klasztorny w Krzeszowie, gdzie projektowany przez niego wystrój rzeźbiarski, uznawany jest za jeden z najlepszych przykładów harmonijnego połączenia monumentalnego malarstwa z rzeźbą. Rzeźbiarz tylko w części zrealizował samodzielnie swój projekt – po jego śmierci, dzieło to zostało dokończone przez Antoniego Dorazila.

## Posągi na Moście Karola w Pradze

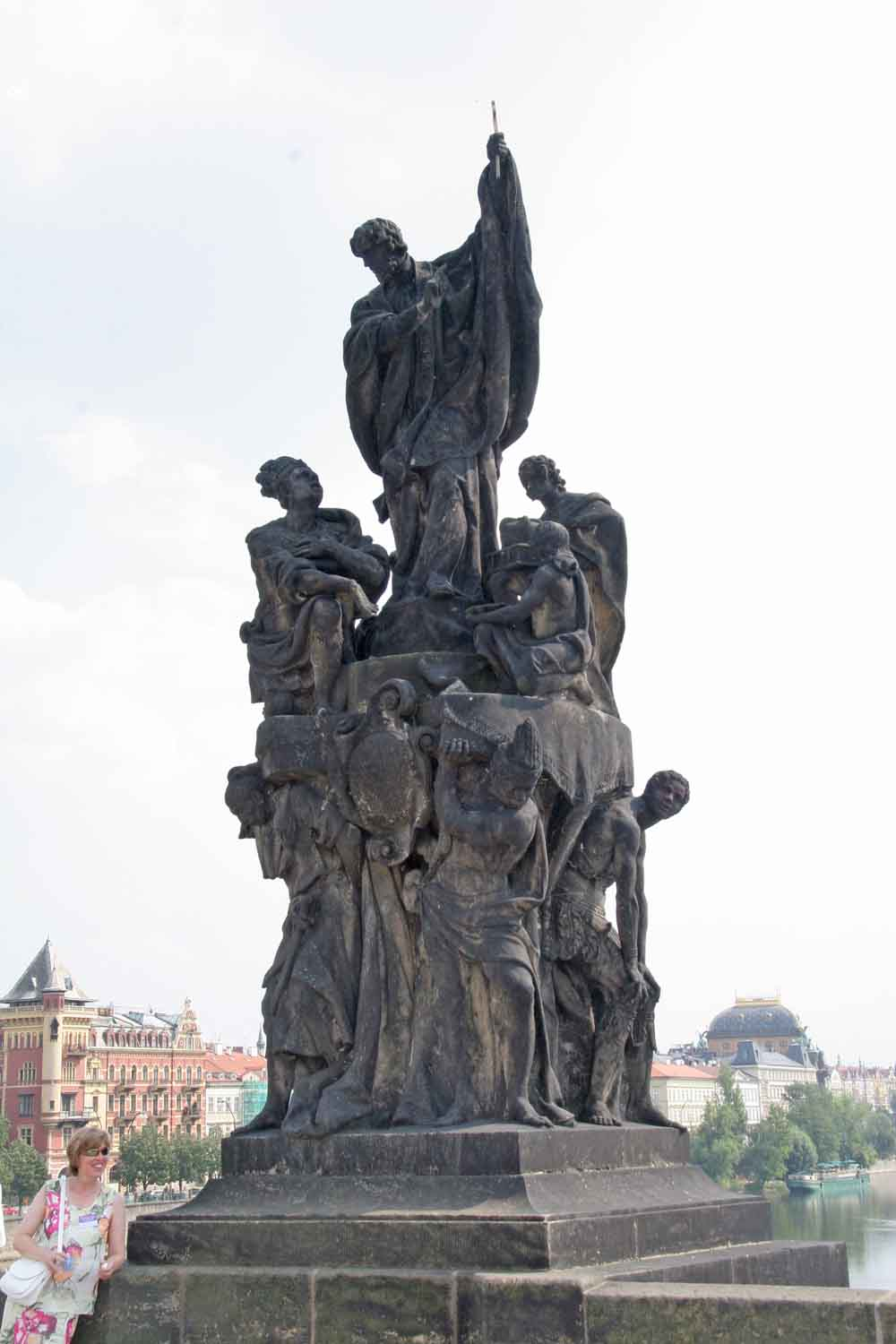
Św. Franciszek Ksawery
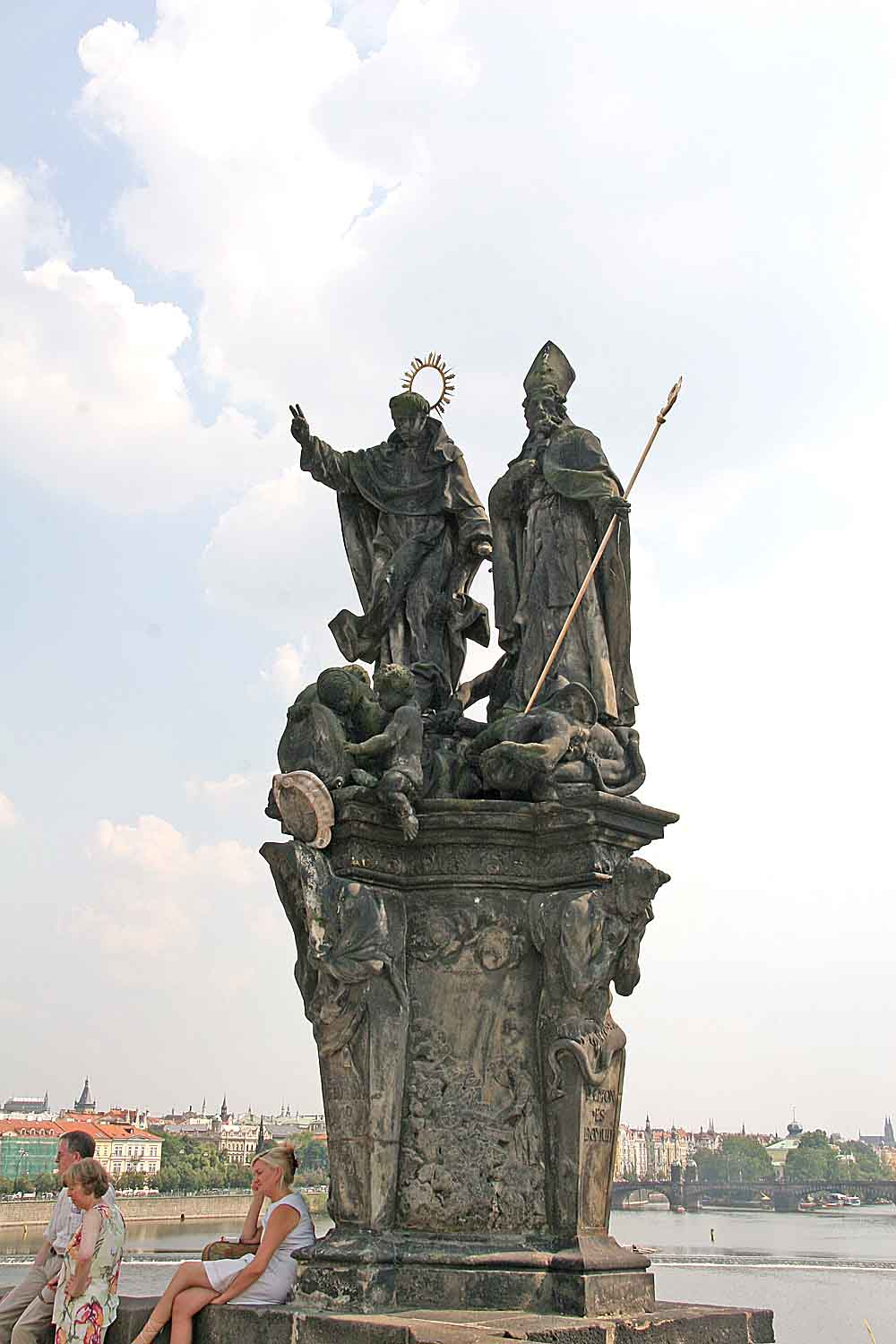
Św. Wincenty Ferreriusz i św. Prokop z Sazawy
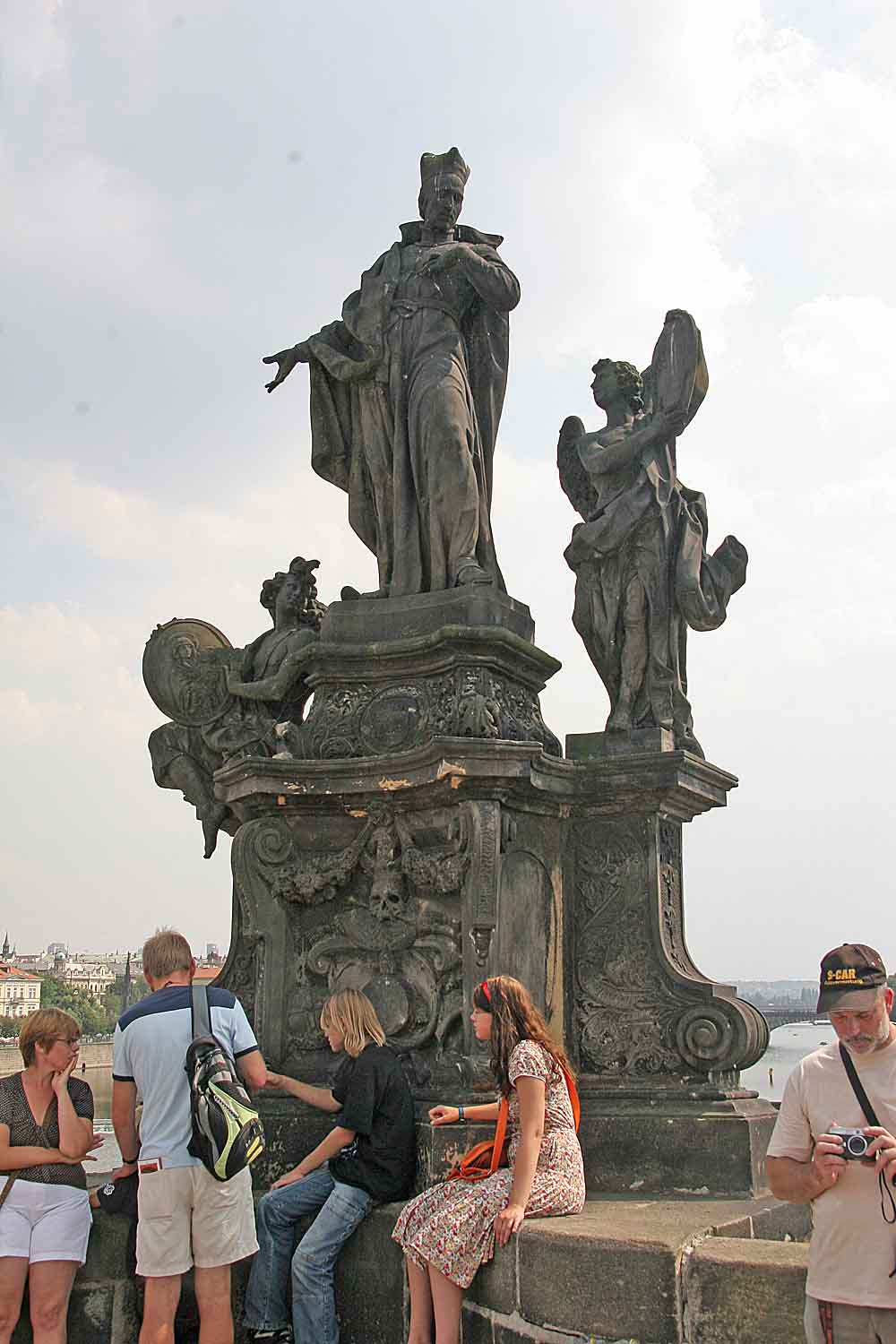
Św. Franciszek Borgiasz
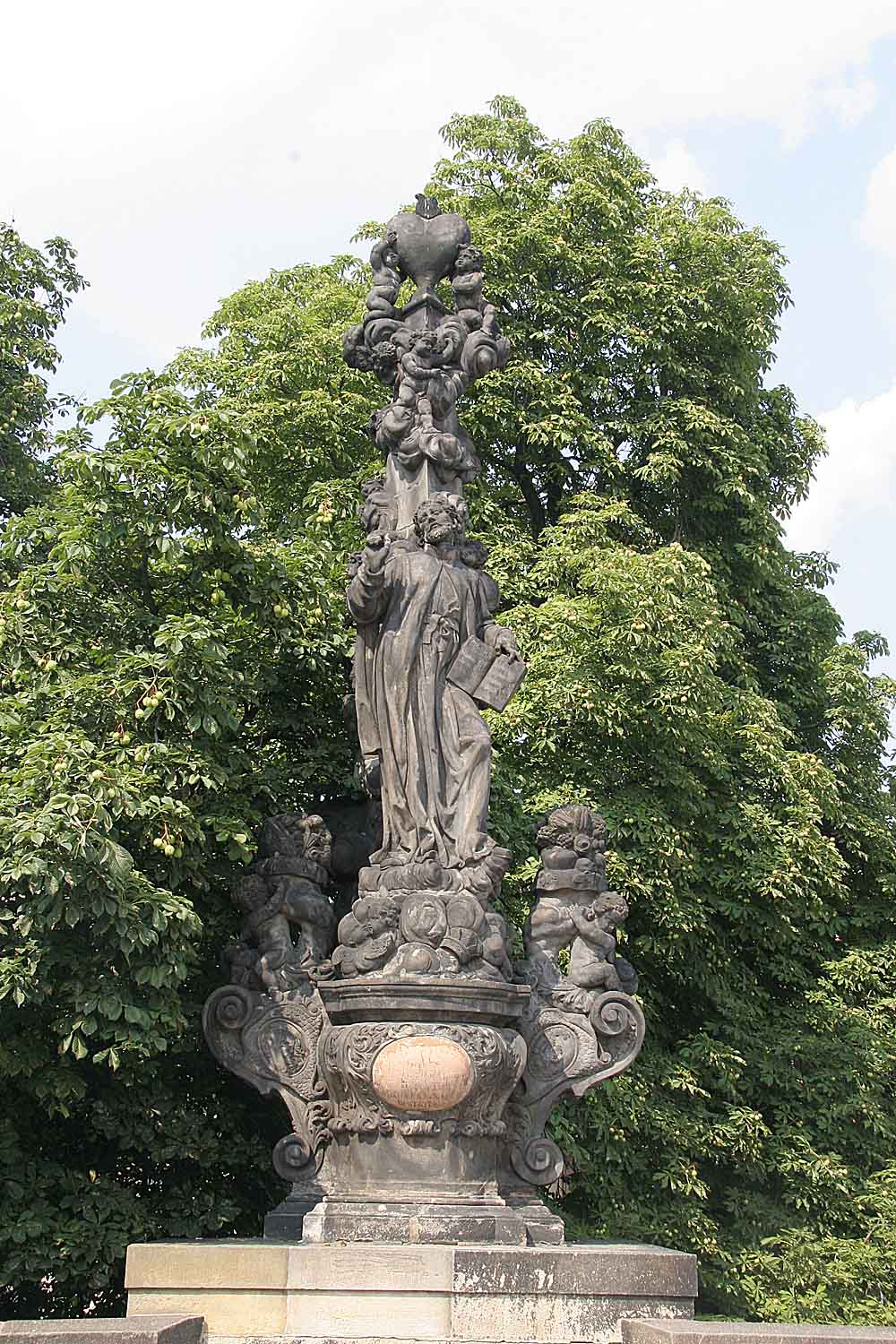
Św. Kajetan z Thieny
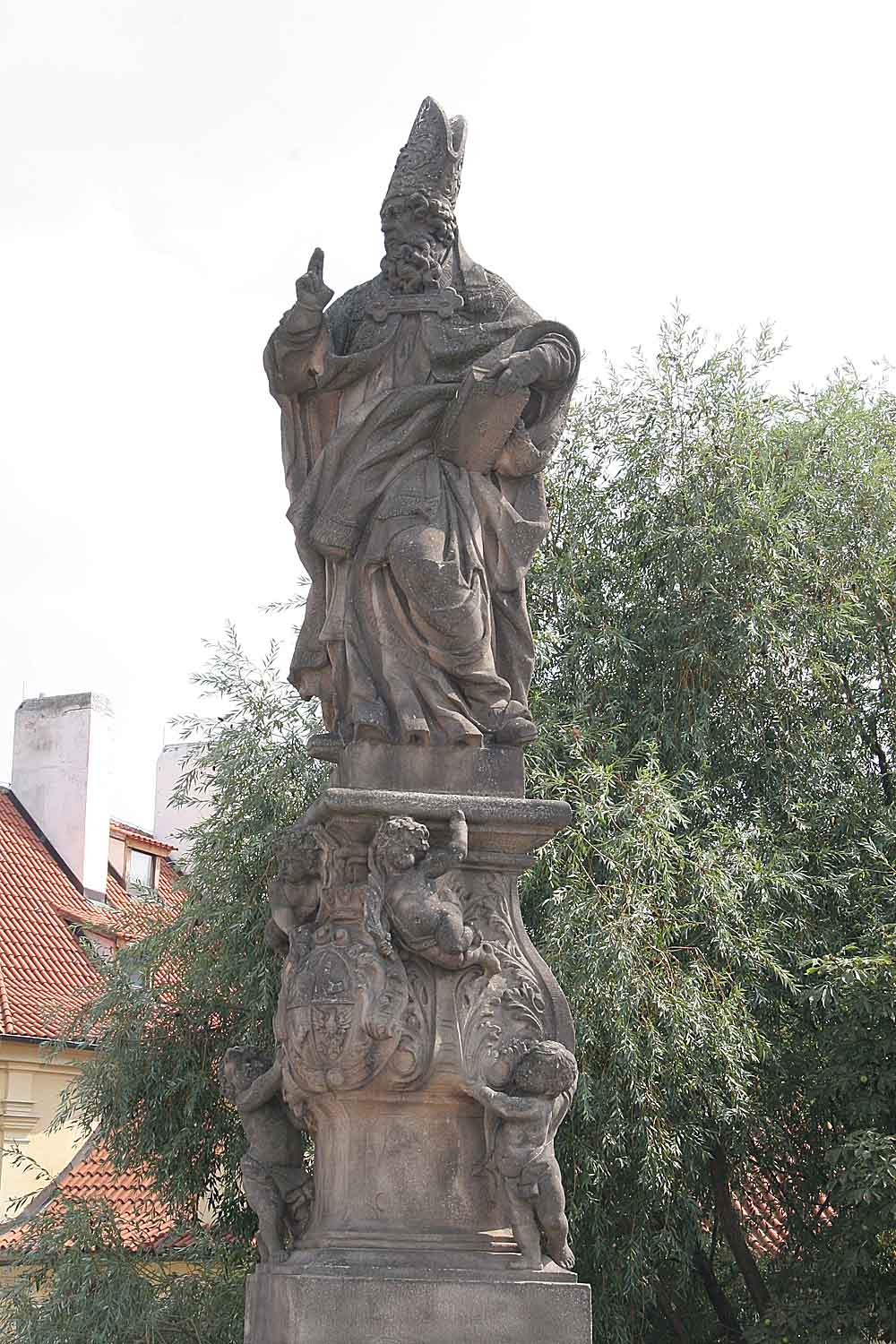
Św. Wojciech
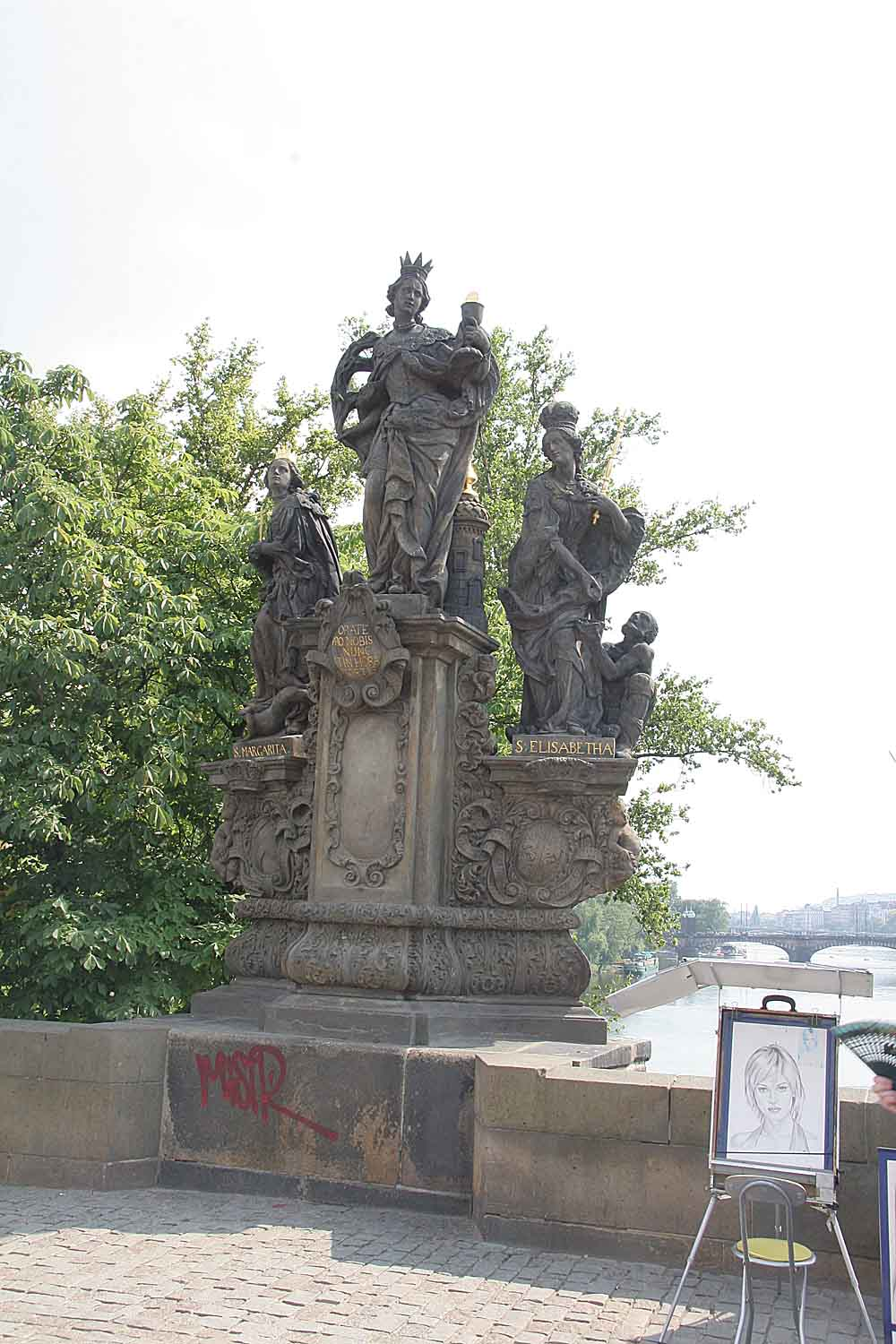
Św. Barbara, św. Małgorzata i św. Elżieta